# Pacea de la Șiria

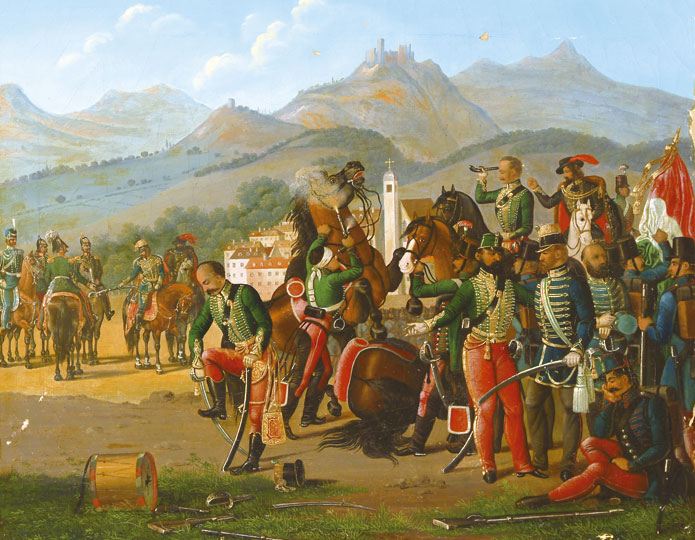
Capitularea de la Șiria (pictor maghiar, mijlocul secolului al XIX-lea)

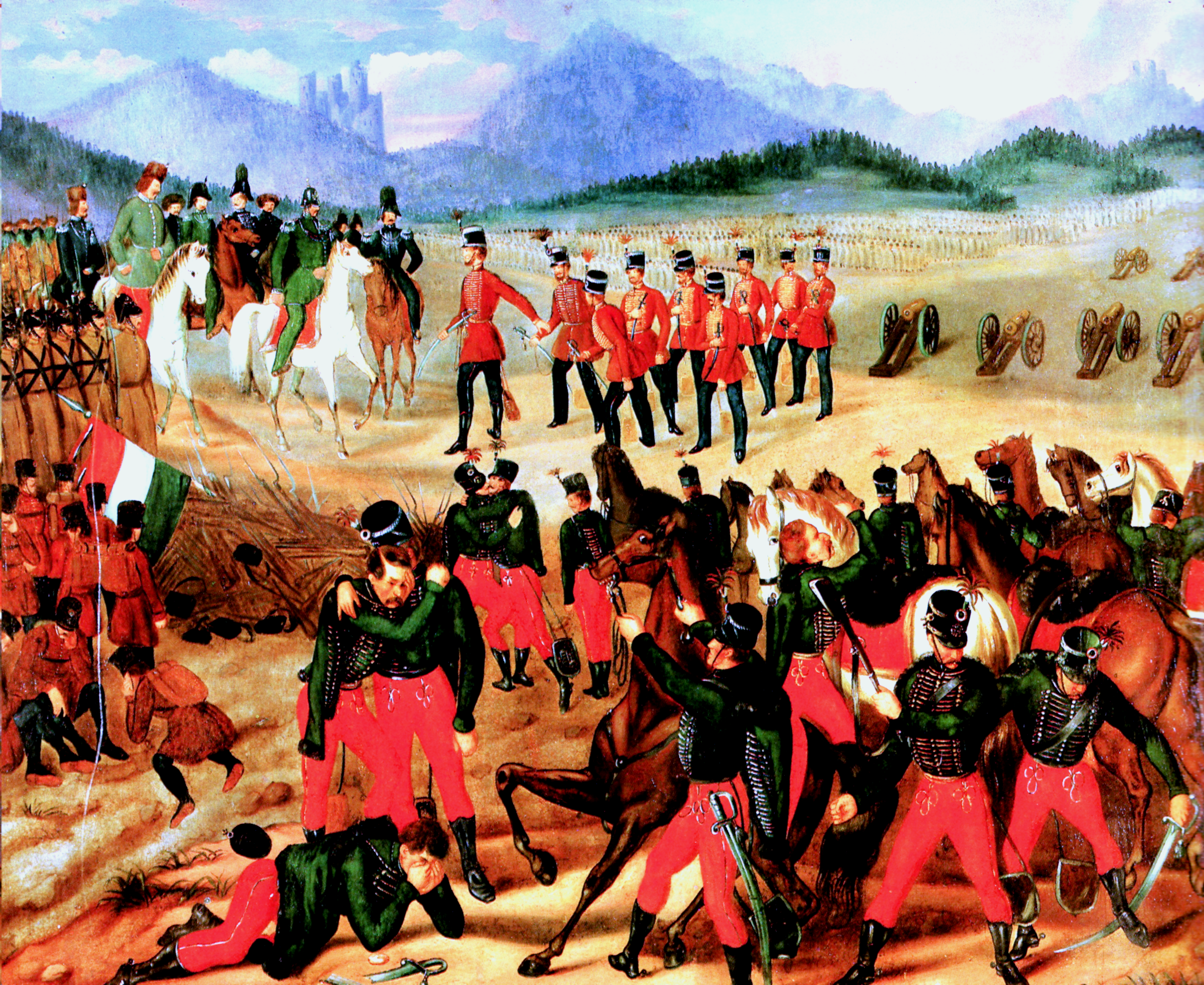
Capitularea de la Șiria (István Szkicsák-Klinovszky)

Capitularea de la Șiria a avut loc la 13 august 1849 în localitatea Șiria (în maghiară Világos) și a pus capăt Revoluției Maghiare de la 1848-1849. Tratatul de pace a fost semnat de generalul maghiar Artúr Görgey (reprezentantul revoluționarilor maghiari) și de contele Theodor von Rüdiger (reprezentatul Armatei Imperiale Ruse). În urma capitulării, generalul austriac Julius Jacob von Haynau a fost numit guvernator imperial plenipotențiar al Ungariei și a supus-o cu brutalitate. 

## Context

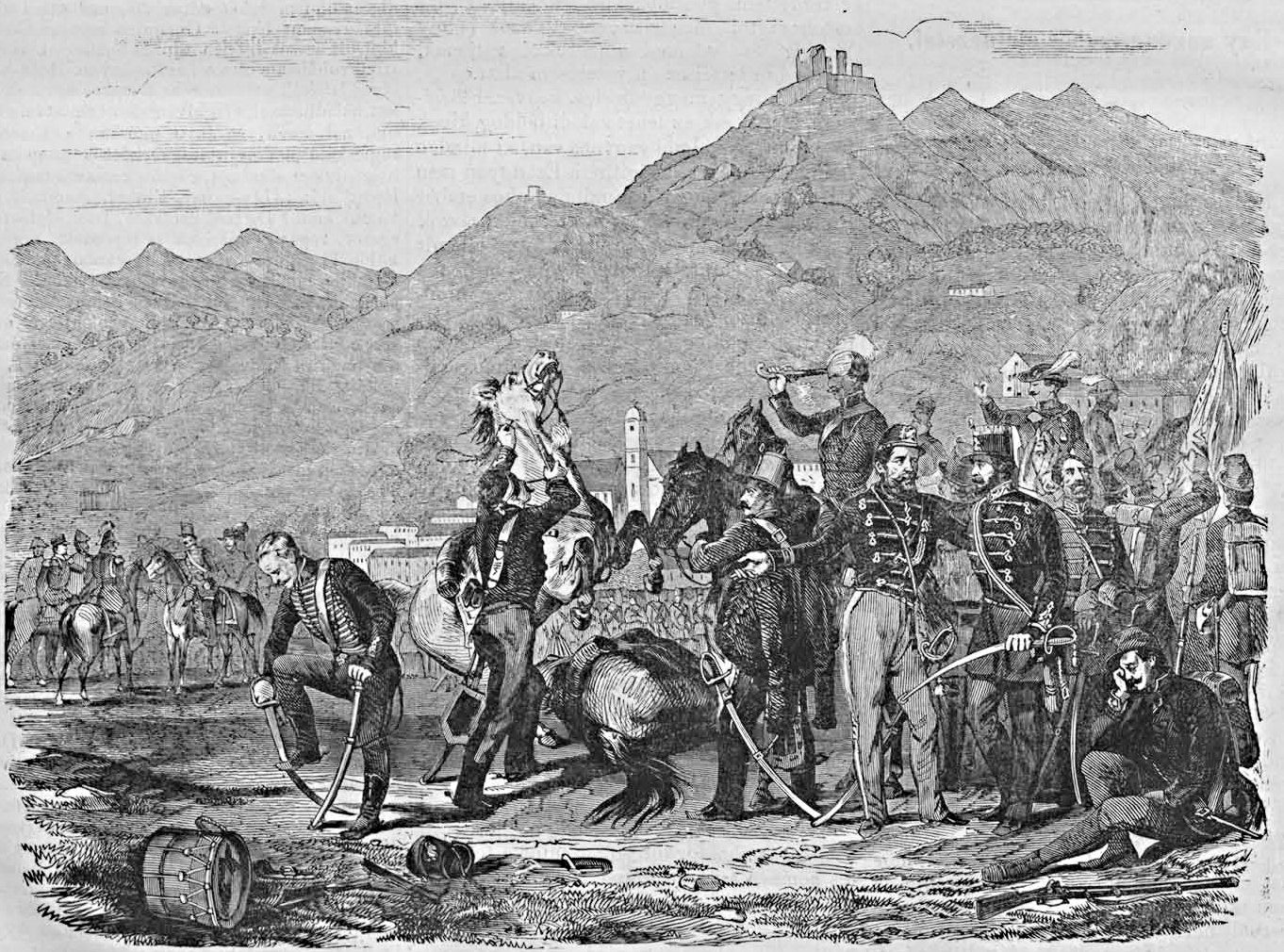
Capitularea de la Șiria (Vasárnapi Újság („Ziarul de duminică”), 15 august 1869)

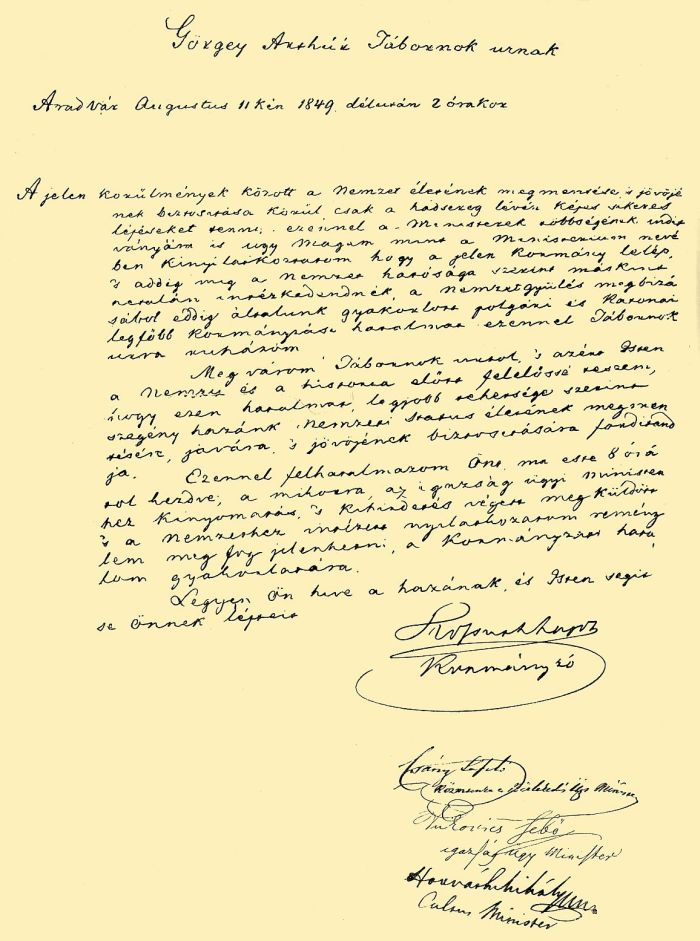
Scrisoarea lui Lajos Kossuth către Artúr Görgey prin care renunța la comandă

După ce rușii au intervenit în conflictul austro-ungar, înfrângerea ungurilor a devenit doar o chestiune de timp, deoarece austro-rușii aveau acum o forță militară mult mai mare. Momentul decisiv l-a reprezentat Bătălia de la Timișoara care s-a încheiat cu victoria decisivă a austriecilor, lăsându-le maghiarilor două alternative: capitularea sau anihilarea. Görgey primise o ofertă de la generalul rus Chrurloff la 21 iulie 1849. Căpitanul de cavalerie Katlaroff și contele Theodor von Rüdiger i-au transmis lui Görgey, care se afla la Rimaszombat (azi Rimavská Sobota, Slovacia), oferindu-le ofițerilor și soldaților unguri libertate totală.
László Batthyány și un alt ofițer i-au prezentat lui Chrurloff răspunsul lui Görgey, prin care se cerea ca toți ungurii să fie eliberați, nu doar cei care au luptat în război. De asemenea, Görgey a afirmat că va accepta ca unul dintre prinții ruși să poarte Coroana Sfântului Ștefan.

## Capitularea
Armata maghiară s-a predat generalului rus Rüdiger la 13 august 1849. Documentul de capitulare a fost semnat în castelul Bohus. Görgey a încercat să arate prin termenii capitulării că Ungaria a fost învinsă de Rusia și nu de Austria.

## Urmări
După capitulare și, în ciuda solicitării țarului rus pentru clemență, austriecii au realizat represalii dure împotriva Ungariei. Ei au condamnat la moarte sute de soldați și civili și au arestat mulți unguri. Prizonierii au fost încorporați în armata austriacă.
La 6 octombrie 1849 austriecii au executat la Arad 12 generali maghiari și un colonel, care sunt cunoscuți astăzi ca Cei 13 Martiri de la Arad. În aceeași zi a fost executat prin împușcare Lajos Batthyány, primul prim-ministru al Ungariei.